# Villa dei Padri Armeni
La Villa dei Padri Armeni est une construction de style stile Liberty, l'Art nouveau italien, située au Lido de Venise.

## Situation
Construite aux abords d'un canal du Lido de Venise le long de la via Vettor Pisani, l'immeuble est situé au 13 de cette rue et au 24 de la via Orso Partecipazio.

## Historique
L'architecte Domenico Rupolo, auteur du bâtiment en 1907, le réalisa pour le compte de la Congrégation des pères mékhitaristes (pères arméniens).

La villa eut d'autres dénominations durant son existence : la villa sulla vigna Rossa dei Padri Armeni, Villa Terapia ou encore villa Klinger.

## Description
Ce bâtiment présente des personnages romans modernistes, très en vogue à l'époque, et recréés avec une remarquable habileté par l'architecte Rupolo. Il utilise aussi le vocabulaire architectural du style Liberty, parvenant à donner une composition variée et légère du corps et de l'avant-corps du bâtiment, notamment sur sa hauteur.
Le sous-sol de la villa se compose de moellons avec de petites fenêtres pour l'éclairer. L'accès au premier étage se compose d'un arc en plein cintre avec des armilles en brique, sur des piliers en brique. Les différentes fenêtres simples (bifore e trifore), fenêtres à meneaux, sont disposées de manière à rendre toujours plus légères et percées les masses murales au fur et à mesure qu'on se rapproche du sommet. Certaines fenêtres circulaires, opportunément disposées, confèrent la plus grande variété à l'ensemble. La loggia est intéressante avec de petits arcs en plein cintre en moulure semi-circulaire de briques, sur des colonnes et des chapiteaux, à côté de l'entrée principale.
Le cadre de l'avant-toit est composé de modillons en bois, étayant le surplomb du toit qui couvre l'ensemble. La décoration du grenier a complètement disparu. Les linteaux des fenêtres sont inspirés par des formes vénitiennes qui donnent l'impression d'un arc déchiqueté. Les cadres de fenêtres, les colonnes, les chapiteaux, les étagères, les plaques de balcons et toutes les pièces décoratives sont en pierre artificielle; les parois sont constituées d'un matériau de brique.
Le fer forgé des escaliers extérieurs et les arcs des fenêtres (de la Ditta Bellotto) sont splendides, avec des motifs élégants d'insectes comme décorations raffinées, avec aussi des ailes déployées de libellules et de papillons, ou des toiles d'araignées gracieuses et subtiles.

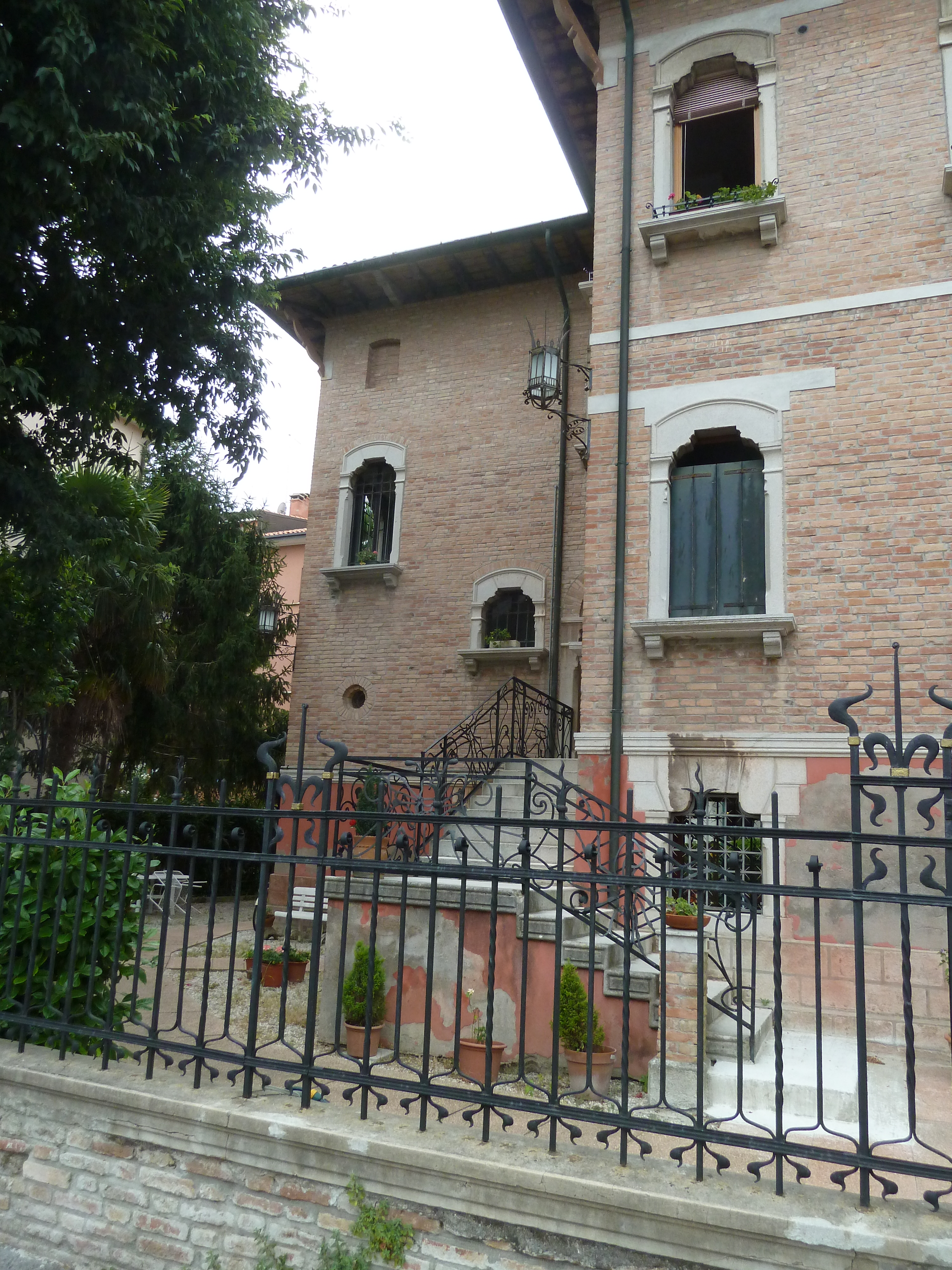
Balustrades en fer forgé